# محمد السمیطی
محمد السمیطی (انگلیسی: Mohammed Al-Sumaiti؛ زادهٔ ۳۰ مارس ۱۹۹۵) بازیکن فوتبال اهل امارات متحده عربی است.